# Pëtr Grigor'evič Zaičnevskij
Pëtr Grigor'evič Zaičnevskij, in russo Пётр Григорьевич Заичневский? (Oblast' di Orël, 30 settembre 1842 – Smolensk, 31 marzo 1896), è stato un rivoluzionario russo.

## Biografia
Nato in una famiglia di proprietari terrieri impoveriti, studiò nel ginnasio di Orël e poi, dal 1859, nella Facoltà di matematica dell'Università di Mosca. Già appassionato della letteratura socialista francese del tempo - Louis Blanc, Leroux, Proudhon - della storia della rivoluzione francese e dei movimenti democratici europei, si unì a un gruppo di studenti originari della regione del Kazan' che avevano riunito una collezione di autori proibiti e costituito un piccolo circolo chiamato, per questo motivo, la Biblioteca degli studenti di Kazan'.
Con il loro aiuto si mise a diffondere, in riproduzione litografica, scritti di Ogarëv, di Herzen, di Feuerbach, di Büchner. Ai primi del 1861, insieme con l'amico Perikl Argiropulo, formò con una ventina di altri studenti la Società dei comunisti, dedicandosi all'organizzazione del nuovo circolo, mentre Argiropulo continuava l'attività editoriale che riscuoteva un buon successo. Il denaro ricavato veniva affidato a una cassa per gli studenti poveri.

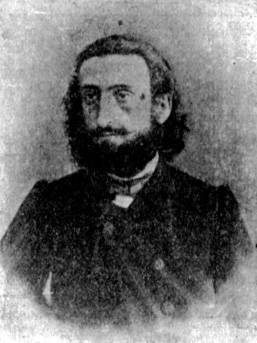
Perikl Argiropulo

La loro attività allarmò anche il metropolita di Mosca, Filarete, che nel maggio del 1861 scrisse allo zar degli «scritti sia antireligiosi, sia di contenuto politico» che venivano diffusi nell'Università di Mosca, augurandosi che «il Dio di verità abbatta gli intrighi dei nemici della fede e della patria e conservi in forza e in gloria il trono di Vostra Maestà».
Il 1º marzo 1861, davanti alla chiesa cattolica di Mosca dove si era celebrata una messa da requiem per i caduti in una manifestazione anti-russa di Varsavia, Zaičnevskij tenne un discorso inneggiando all'unità di russi e polacchi, «sotto la comune bandiera rossa del socialismo e nera del proletariato» e contro il comune nemico rappresentato dall'autocrazia.
Provò a diffondere le sue idee anche nelle cosiddette scuole domenicali, tenute volontariamente da intellettuali e studenti a favore degli analfabeti, un'esperienza presto stroncata dalle autorità che sapevano come in quelle scuole fossero propagandate opinioni anti-governative. Poi, con il decreto di liberazione dei contadini, Zaičnevskij decise di portare l'agitazione socialista nelle campagne.
Nelle sue lettere ad Argiropulo racconta delle accoglienze favorevoli ricevute dai contadini, ai quali diceva che «la terra era loro e che se i proprietari non erano d'accordo, si poteva costringerli con la forza», e che dovevano smettere «di sperare nello zar, che aveva concesso una liberazione così schifosa». A loro parlava apertamente di socialismo e della necessità di rivoltarsi, andando nelle città, «dove otterranno armi e denaro», e a quel punto gli intellettuali avrebbero dovuto mettersi alla testa del movimento rivoluzionario, come aveva fatto Barbès in Francia.
Intercettata dalla polizia, la corrispondenza fu visionata dallo stesso zar Alessandro il quale ordinò l'arresto di Zaičnevskij e Argiropulo, che nel luglio del 1861 furono rinchiusi in un carcere di Mosca. In quel carcere le condizioni dei detenuti erano molto particolari. Potevano discutere tra di loro, ricevere visite fino a sera, leggere materiale non controllato e, poiché le condizioni igieniche erano inesistenti, potevano anche uscire per fare un bagno, scortati da una guardia e accompagnati da amici.

### Il manifesto «La giovane Russia»
In tali favorevoli circostanze, Zaičnevskij poté concepire e scrivere, con la parziale collaborazione del poeta Gol'c-Miller, il manifesto La giovane Russia (Молодая Россия, Molodaja Rossija) che, riuscito a superare le mura del carcere, fu stampato nella provincia di Rjazan' dalla tipografia clandestina dello studente Pavel Korob'in e diffuso dal maggio del 1862 a Pietroburgo e successivamente a Mosca e in altre città della Russia.

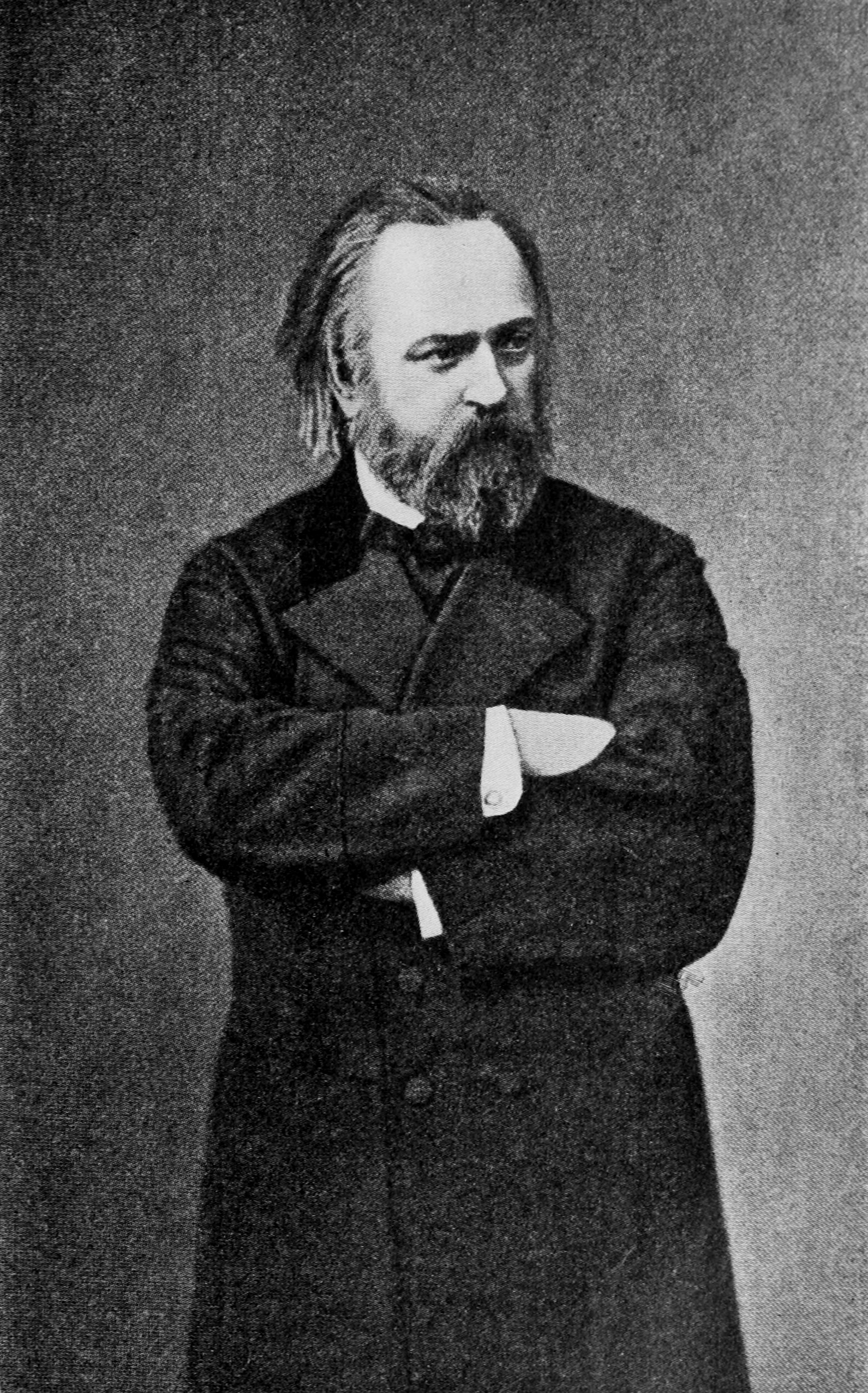
Aleksandr Herzen

«La Russia sta entrando in un periodo rivoluzionario della sua esistenza», esordiva il manifesto, perché la società russa è divisa in due parti «con interessi diametralmente opposti e ostili l'una all'altra»: da una parte sta l'imperatore, con la corte, il governo, i funzionari, gli alti ufficiali dell'esercito e i grandi proprietari terrieri, dall'altra sta il popolo oppresso.
L'antagonismo tra questi due partiti esisterà finché rimarrà in vigore «il regime economico attuale, nel quale un piccolo numero di persone, possedendo i capitali, dispone del destino degli altri», un sistema economico dove «tutto è falso», dalla religione alla famiglia, al commercio, che è un furto legalizzato, allo sfruttamento esercitato dal capitale sul lavoro, alla condizione delle donne, «private di tutti i diritti come gli animali».
Da questa situazione si può uscire solo con una «rivoluzione che cambi tutto radicalmente e senza eccezioni, rovesciando le fondamenta della società attuale e distruggendo i sostenitori dell'ordine presente». La riforma dei contadini era «idiota» e la politica delle repressioni era «stupida», perché non valevano a fermare il processo rivoluzionario, anzi lo avrebbero accelerato.
Questo compito doveva essere svolto da un Partito rivoluzionario, diretto da un Comitato centrale. Era inutile aspettarsi un contributo alla trasformazione della società russa da uomini come Herzen, sosteneva Zaičnevskij: dal fallimento dei moti del 1848 egli «ha perso ogni fiducia nella rivoluzione» e si è messo a dirigere «una rivista di tendenze liberali e nulla più», e la sua «Kolokol» è incapace di analizzare la moderna vita politica e sociale in Russia. Non diverso è il giudizio sul «Velikoruss»: quel foglio esprime gli interessi di quei proprietari terrieri che si oppongono al governo cercando di strappargli qualche riforma, ma «nello stesso tempo hanno paura anche dell'ombra di una rivoluzione che minaccerebbe d'inghiottirli», ed è l'espressione di «mediocri letterati, ormai dimenticati per la loro fatiscenza, che erano considerati dei progressisti al tempo dello zar Nicola».
Dopo la rivoluzione, la nuova Russia diventerebbe una Repubblica federativa di regioni composte di obščiny. La terra non sarà privatizzata, ma ognuno riceverà dal mir terra da coltivare per un dato numero di anni, al termine del quale vi sarà una nuova distribuzione. Tutto il potere sarebbe passato all'Assemblea nazionale e alle Assemblee regionali, elette a suffragio universale. Queste ultime amministrano le regioni di competenza, le oblasty, mentre l'Assemblea nazionale si occupa della politica estera e dell'imposizione fiscale, che deve gravare «non sulla parte povera della società, ma sui ricchi».
Sarebbero create fabbriche e negozi sociali per vendere le merci «al loro prezzo reale», l'istruzione sarebbe pubblica e gratuita, malati e anziani sarebbero assistiti. Verrebbe attuata «la piena emancipazione della donna, con l'uso di tutti i diritti politici e civili»: per realizzare l'eguaglianza dei sessi era necessaria «la distruzione del matrimonio come fenomeno immorale al massimo grado». Occorreva abolire i monasteri, dove si passa la vita senza far nulla «nell'ubriachezza e nella dissolutezza», aumentare la paga dei soldati e ridurre la leva, dare l'indipendenza alla Polonia e alla Lituania, e lasciar decidere a ogni regione se far parte della Repubblica russa.
Questo vasto programma poteva essere realizzato col concorso dei contadini, dei raskol'niki, delle forze democratiche presenti nell'esercito, e soprattutto dai giovani, studenti e intellettuali, che sono «quel che c'è di meglio in Russia, quanto vi è di più vivo, pronti a sacrificarsi per il bene del popolo». Con loro, «muoveremo contro il Palazzo d'Inverno per abbattere coloro che ci vivono» e se l'insurrezione non riuscirà, «andremo al patibolo senza tremare», gridando «Viva la Repubblica russa sociale e democratica!».
Il manifesto era espressione di dottrine politiche occidentali. Il nome stesso, La giovane Russia, ricalcava La giovane Italia di Mazzini, l'idea di un Comitato centrale del partito rivoluzionario e dell'Assemblea nazionale elettiva ripetevano l'esperienza della Rivoluzione francese, ma l'idea sociale dell'obščina, del mir, delle oblasty aveva un contenuto populista: la comunità della terra redistribuita periodicamente ai contadini dalle assemblee dei villaggi. Lo scopo del giacobinismo della Giovane Russia «non era la democrazia, ma il socialismo contadino».
Herzen criticò il manifesto, definito «una delle variazioni sul tema del socialismo occidentale, una metafisica della rivoluzione francese», nel nome di Blanqui e di Babeuf. Bakunin, nell'opuscolo La causa popolare, Romanov, Pagačev o Pestel'?, del settembre 1862, accusò i redattori del manifesto di «disprezzo pazzo e realmente dottrinario del popolo», perché privi di legami con il popolo russo, allora tutto devoto allo zar. Un volantino attribuibile a Zemlja i Volja sembrava rispondere al manifesto scrivendo che «un partito rivoluzionario non ha mai la forza, di per se stesso, di compiere un rivolgimento dello Stato». Poiché «le rivoluzioni le fanno i popoli», si trattava allora di non abbandonare il popolo «quando esso, senza nostro incitamento, si getta nella lotta».

### L'esilio in Siberia
La commissione di senatori che processò Zaičnevskij nel dicembre del 1862 non sapeva che egli era l'autore del manifesto La giovane Russia e lo condannò, in quanto «predicatore e confessore del socialismo» a due anni e otto mesi di carcere e alla deportazione in Siberia. Dallo zar la reclusione fu ridotta a un anno e Zaičnevskij fu trasferito nella regione di Irkutsk, poi, dal 1869, gli fu permesso di trasferirsi nella regione di Penza, nella Russia europea.
Nel 1872 si stabilì a Orël, che stava diventando un centro importante di attività illegale, e riuscì a stabilire dei legami con gruppi giacobini legati alla rivista «Nabat» di Tkacëv. Zaičnevskij predicava la necessità dell'organizzazione di un partito rivoluzionario, e si dichiarava contrario al terrorismo e a partecipare a manifestazioni pubbliche. Il 19 marzo 1876 fu però presente alla manifestazione di Zemlja i Volja tenuta di fronte alla chiesa della Madonna di Kazan', a Pietroburgo, violando l'obbligo del confino a Orël. Così fu nuovamente deportato in Siberia.
Nel 1885 era nuovamente a Orël, dove riuscì a stabilire una nuova rete cospirativa che fu scoperta nel 1889. Incarcerato per due anni, fu ancora deportato a Irkutsk, dove dal 1894 al 1895 poté collaborare a un giornale locale, il «Vostočnoe obozrenie» (Восточное обозрение, La rassegna orientale), per il quale curò la rubrica della politica estera, inserendo in quel piccolo foglio «lunghissimi resoconti sul movimento operaio in Europa».
Zaičnevskij si trovava a Smolensk nel 1896, e vi morì il 31 marzo. Lasciò diversi giovani seguaci, che presero però strade diverse. Marija Ošanina aveva fatto parte del comitato esecutivo di Narodnaja Volja, Nikolaj Rusanov sarà uno dei teorici del Partito socialista rivoluzionario russo, Marija Golubeva, che lo assistette sul letto di morte, una socialdemocratica bolscevica.